# Union (Radsportteam)
Union war ein deutsches professionelles Radsportteam. Sponsor waren die Union B.V. Werke aus den Niederlanden, die Fahrräder und Mopeds produzierten.

## Geschichte
Von 1963 bis 1964 unterhielt die Firma ein Radsportteam mit deutscher Lizenz. Die Fahrer waren überwiegend im Bahnradsport aktiv. Größte Erfolge waren die Gewinne der Deutschen Meisterschaften im Steherrennen durch Karl-Heinz Marsell 1963 und 1964 durch Horst Staudacher. Der Sohn von Gustav Kilian, Gussy Kilian, hatte einen Vertrag in diesem Team. Bei den deutschen Eintagesrennen starteten die Fahrer von Union in der Regel in gemischten Teams. Einige Fahrer hatten Zweitverträge mit anderen Radsportteams für Starts im Ausland.
Ende 1964 beendete Union sein Engagement im Berufsradsport.

## Erfolge
1963
- Deutsche Meisterschaft – Steherrennen

1964
- Deutsche Meisterschaft – Steherrennen

## Bekannte Fahrer
- Karl-Heinz Marsell
- Horst Staudacher